# Oyens, Iowa
Oyens là một thành phố thuộc quận Plymouth, tiểu bang Iowa, Hoa Kỳ. Năm 2010, dân số của thành phố này là 103 người.

## Dân số
Dân số qua các năm:
- Năm 2000: 132 người.
- Năm 2010: 103 người.